# Kammerer Zoltán
Kammerer Zoltán (Vác, 1978. március 10. –) háromszoros olimpiai és háromszoros világbajnok kajakozó, 2023 május 14-től Göd polgármestere.

## Sportpályafutása
Gödön kezdett el kajakozni 1993-ig. 1994-ben, ifjúsági versenyzőként az UTE-ba igazolt. Ebben az évben K1 1000 méteren már helyezett volt a felnőtt ob-n. Az ifiknél minden egyéni számban magyar bajnok volt. A következő évben bronzérmes lett K1 1000 méteren az ob-n. Az ifi vb-ről három arannyal tért haza. 1996-ban, 18 évesen 1000 méteren kiharcolta az olimpiai szereplés lehetőségét a betegségéből visszatérő Storcz Botond ellenében. Az olimpián az előfutamában ötödik volt, A vigaszfutamból továbbjutott, de a középdöntőben hetedik volt és kiesett.
1997-ben a Győri VSE versenyzője lett. Az Európa-bajnokságon négyes 500 és 1000 méteren lett első. Az ob-n K4 1000 méteren volt második. A vb-n K4 500 méteren szerzett elsőséget. A következő évben két érmet nyert az ob-n. A vb indulást nem tudta kiharcolni. Az 1999-es zágrábi Eb-n K2 500 és 1000 méteren lett második Vereckei Ákossal. A vb-n K4 500 méteren harmadik, 1000 méteren első lett. Az ob-n megszerezte első felnőtt bajnoki címeit, K2 500 és K1 1000 méteren. 2000-ben a poznańi Eb-n K4 1000 méteren második, 500 méteren ötödik volt. Az ob-n három arannyal lett gazdagabb. Az olimpián a Kammerer-Storcz páros 500 méteren valamint a négyes 1000 méteren (Kammerer Zoltán, Storcz Botond, Vereckei Ákos, Horváth Gábor) győzött. A hazai kajak ranglistán harmadik lett. Az év csapata választáson a négyes egység második volt.
2001-ben az olimpiai számaiban lett bajnok. Az Eb-n négyes 1000 méteren indulhatott, de az olimpiai bajnok egység csak ötödik lett. A vb-n Vereckei helyett Kökény került a hajóba, amely ebben az összeállításban második volt. 2002-ben megvédte a tavaly szerzett magyar bajnoki címeit. A szegedi Eb-n K4 1000 méteren és K2 500 méteren is második volt. A vb-n K2 500 méteren harmadik, K4 1000 méteren negyedik lett. A következő évben három aranyérmet szerzett az ob-n. A vb-n K4 1000 méteren második, K2 500-on Veréb Krisztiánnal hetedik volt. A magyar kajak ranglistán másodikként zárt. 2004-ben a poznańi Eb-n K4 1000 méteren győztes, K2 500-on, ezúttal Strocz Botonddal, hatodik volt. Az ob-n megszakadt az 1999 óta tartó győzelmi szériája K2 500 méteren. Az athéni olimpián négyes ezren bajnok lett, páros ötszázon ötödik. A magyar ranglistán ismét második volt. Az év magyar csapata szavazáson második lett a négyessel.
A 2005-ös ob-n Kucsera Gáborral nyert K2 500 méteren és ismét bajnok lett négyes 1000 méteren is. Az Eb-n K2 500 méteren harmadik, K4 1000 méteren hatodik volt. A vb-n párosban negyedik lett, a négyes nem jutott a döntőbe. 2006-ban két páros számban szerzett az ob-n. Négyes 1000 méteren véget ért 6 éves győzelmi sorozata. Az Európa-bajnokságon kettes 1000 méteren első, 500-on második lett Kucserával. A világbajnokságon 1000 méteren elsők, 500 méteren harmadikok voltak. A következő évben három magyar bajnoki aranyat nyert. Az Eb-n K2 1000 méteren első lett. Az 500 méteres döntőben, Kucsera betegsége miatt nem indultak el. A világbajnokságon mindkét számban bronzérmesek lettek. Az éves kajak ranglistán első helyen zárt. A 2008-as Eb-n K4 500 méteren második, 1000-en negyedik volt. Az ob-n csak K1 500 méteren szerzett érmet. A pekingi olimpia megnyitó ünnepségén a magyar csapat a zászlóvivő Kammererrel az élen vonult be a stadionba. Az olimpián mindkét kettes számban negyedik helyezett volt.
A 2009-es Eb-n K2 500 méteren második, K4 1000 méteren ötödik volt. A vb-n 500 kettesben újra ezüstérmet szerzett. Az ob-n nem állt rajthoz. 2010-ben, az Eb-n kettes 1000 méteren Vereckeivel lett második. 500-on Kucserával negyedik helyen végzett. Az ob-n négy aranyat nyert. A vb-n kettesben 1000 méteren második, 500 méteren nyolcadik lett. 2011-ben a belgrádi Eb-n K4 1000 méteren lett negyedik. A világbajnokságon ugyanebben a számban hetedik lett. Az ob-n 5000 méteren első alkalommal lett bajnok. 2012-ben az Eb-n ötödik volt K4 1000 méteren. majd augusztusban a londoni olimpián ugyanebben a számban ezüstérmet nyert.
A londoni olimpián 2012-ben négyesben (Kammerer, Tóth, Kulifai, Pauman) ezüstérmet, majd ugyanebben az összeállításban a 2013-as Európa-bajnokságon  bronzérmet nyert.
2022 decemberében bejelentette, hogy befejezi profi versenyzői pályafutását.

### Magyar bajnokság
|           | 1994 | 1995 | 1996 | 1997 | 1998 | 1999 | 2000 | 2001 | 2002 | 2003 | 2004 | 2005 | 2006 | 2007 | 2008 | 2009 | 2010 | 2011 | 2012 |
| --------- | ---- | ---- | ---- | ---- | ---- | ---- | ---- | ---- | ---- | ---- | ---- | ---- | ---- | ---- | ---- | ---- | ---- | ---- | ---- |
| K1 200 m  |      |      |      |      |      |      |      |      |      |      |      |      |      |      |      |      |      |      |      |
| K2 200 m  |      |      |      |      |      | 4.   | 2.   |      | 4.   |      |      | 5.   |      | 8.   |      |      | 7.   |      |      |
| K4 200 m  |      |      |      |      |      |      | 3.   | 2.   |      |      |      | 4.   | 3.   | 3.   |      |      |      |      |      |
| K1 500 m  |      |      |      |      | 3.   |      |      |      |      |      |      |      |      |      | 2.   |      |      |      |      |
| K2 500 m  |      |      |      |      |      | 1.   | 1.   | 1.   | 1.   | 1.   | 2.   | 1.   | 1.   | 1.   |      |      | 1.   | 5.   |      |
| K4 500 m  |      |      |      |      |      |      | 1.   |      | 2.   | 2.   |      |      | 3.   | 3.   |      |      | 1.   |      | 3.   |
| K1 1000 m | 6.   | 3.   |      |      |      | 1.   |      | 3.   |      |      |      | 3.   |      |      |      |      |      | 2.   |      |
| K2 1000 m |      |      |      |      |      |      |      |      |      | 1.   |      |      | 1.   | 1.   |      |      | 1.   | 1.   |      |
| K4 1000 m |      |      |      | 2.   | 2.   |      | 1.   | 1.   | 1.   | 1.   | 1.   | 1.   | 2.   | 1.   | 4.   |      | 1.   |      | 2.   |
| K1 5000 m |      |      |      |      |      |      |      |      |      |      |      |      |      |      |      |      |      | 1.   |      |

## Közéleti pályafutása
Kammerer 2023. május 14-én azután lett Göd polgármestere, hogy 2023 februárjában lemondott az addigi polgármester, Balogh Csaba, aki a Momentum színeiben lett városvezető 2019-ben, és ezért időközi polgármesterválasztást kellett tartani. A választáson hárman is indultak, Kammerer papíron függetlenként, de közben a Fidesz támogatásával, így nyert 58%-kal a két másik jelölt előtt. Göd egyik jelentős konfliktusokat generáló problémája a közelbe telepített, vitatott működésű akkumulátorgyár volt, a megválasztása után nem sokkal az akkugyárral kapcsolatban kérdezte az ATV Heti Napló műsorának riportere egy interjúban, ahol Kammerer először a  gyár mellett próbált érvelni, de aztán megelégelve az ezt firtató kérdéseket egyszerűen felállt és otthagyta a stábot. Hasonlóképpen járt a Mérce újságírója is, mikor szeptemberben az akkugyárról riportot készítve véletlenül összefutott Kammererrel, de a polgármester válaszadás helyett kerékpárjára ülve elkerekezett.

## Díjai, elismerései
- Kiváló Ifjúsági Sportoló (1995)
- A Magyar Köztársasági Érdemrend tisztikeresztje (2000)
- Az év magyar kajakozója (2000, 2006, 2010)
- Göd díszpolgára (2003)
- A Magyar Köztársasági Érdemrend középkeresztje (2004)
- Győr díszpolgára (2004)
- A Magyar Érdemrend középkeresztje a csillaggal (2012)